# Relations entre le Bénin et le Nigeria
Les relations entre le Bénin et le Nigeria concernent l'ensemble des relations bilatérales entre le Nigéria et le Bénin, membres de la CEDEAO. Le Bénin et le Nigeria sont des pays voisins, frontaliers du nord au sud dont les peuples se cohabitent en fraternité de part à et d'autres. Mais, les relations inter-étatiques entre ces deux pays sont marquées par des périodes de tensions et de coopération. En août  2019, le Nigéria ferme ses frontières avec ses voisins dont le Bénin pour des raisons de souveraineté alimentaire, disent les autorités, avant de les rouvrir complètement en juin 2023. Le 24 mai 2024, les deux pays concluent des accords sur la coopération frontalière pour les échanges commerciaux. « Le Nigeria et le Bénin sont une même famille d’une même maison », déclare  Yusuf Tuggar, ministre des Affaires Étrangères du Nigéria lors d'une réunion interministérielle entre les deux pays.

## Coopération

### Relation commerciale
Les échanges commerciaux entre le Bénin et le Nigeria occupent la place majeure de leurs relations. Chaque année, plusieurs produits pénètrent le Nigeria par le Bénin pays de transit pour des réexportations. Ce sont plus de 400. 000 tonnes de riz, plus de 50. 000 tonnes de produits carnés et plus de 100. 000 unités de véhicules d’occasion. Entre 2019 et 2020, 34,8% des importations du Bénin viennent du Nigéria contre 22% entre 2020 et 2021 selon l’Institut national de la statistique et de la démographie (INStaD) du Bénin. De janvier à août 2021, les échanges commerciaux formels entre les deux pays atteignent 15,6 milliards de nairas de droits acquittés, soit 21,19 milliards de FCFA.
Les estimations des importations de marchandises par les circuits frauduleux, quant à eux, sont établies à 716,2 milliards de francs CFA en 2022 et 935,6 milliards de francs CFA en 2023 d'après les résultats de l’Enquête sur le commerce extérieur non enregistré (ECENE) de l’Institut national de la statistique et de la démographie (INStaD). L'institut détaille qu'en 2022, les importations informelles de marchandises venant du Nigeria sont estimées à 89,94% de la valeur des acquisitions informelles de marchandises du Bénin auprès de ses pays voisins. Par contre, en 2023, elles sont évaluées à 93, 96%. Les huiles de pétrole ou de minéraux bitumineux sont les principaux produits importés en 2022 et en 2023 du Nigeria au Bénin.

### Coopération bilatérale
Les deux pays sont membres de la Communauté économique des États de l’Afrique de l’Ouest (CEDEAO), ce qui favorise la coopération économique et politique. En mai 2023, une réunion a lieu entre les deux pays au Nigéria pour « renforcer l’interaction sociale et économique et de développer les échanges et le commerce entre les citoyens des deux nations ». Deux mois plus tard, soit en juillet 2023, une séance de travail se déroule entre des représentants du gouvernement fédéral du Nigéria et des autorités béninoises sous la présidence du ministre d'Etat béninois Romulad Wadagni, en juillet  2023 à Cotonou. À l'issue de la séance, des conclusions suivantes sont dégagées par les deux pays:    
- la poursuite des efforts pour la promotion du schéma de libéralisation des échanges de la CEDEAO, et la facilitation de la circulation des marchandises et des produits communautaires en particulier;

- la facilitation réciproque de la délivrance du " LAISSER-PASSER " en vue d'un court séjour dans l'un des pays des moyens de transports immatriculés dans l'autre pays ;
- la levée des barrières et autres obstacles au commerce licite et l'implantation d'unités douanières lorsque le trafic le justifie;
- le strict respect des règles relatives au transit ;
- l'harmonisation de la liste des produits prohibés par les deux pays ;
- l'intégration rapide du Nigéria au Système Interconnecté de Gestion des Marchandises en Transit (SIGMAT) qui regroupe déjà les administrations des Douanes du Bénin, du Burkina-Faso, de la Côte d'Ivoire, du Ghana, du Mali, du Niger, du Sénégal et du Togo ;
- le renforcement de la lutte contre la criminalité transfrontalière par la coopération, le partage de renseignements et la mutualisation des moyens ;
- la tenue des réunions semestrielles pour discuter des questions d'intérêt commun;
- la réactivation du comité conjoint de suivi des relations commerciales et de transit ;
- la relance des cadres de concertation des unités douanières frontalières avec la participation active du secteur privé ;
- la promotion de bonnes relations avec les populations frontalières, du professionnalisme, et du civisme fiscal ;
- la sécurisation de la chaîne logistique internationale.

## Tensions
Les tensions entre le Bénin et le Nigeria sont marquées par plusieurs événements. L’un des principaux nœuds de friction constitue la fermeture de la frontière terrestre par le président nigérian Muhammadu Buhari en 2019. Officiellement, la raison évoquée est la lutte contre la contrebande des produits importés notamment du riz,. Les relations entre les deux pays sont restées tendues durant la fermeture des frontières. Cette mesure a entrainté des conséquences économiques sur le Bénin  D'une réouverture partielle pour les véhicules légers en décembre 2020, les frontières nigérianes sont totalement réouvertes en 2023. Cette décision fait suite à un tête-tête entre le président nigérian Bola Tinubu, investi en mai 2023, et le président béninois Patrice Talon lors du sommet pour un nouveau pacte financier mondial à Paris en juin 2023